# Дубяга Станіслав Вікторович
Станісла́в Ві́кторович Дубя́га (нар. 22 січня 1988, м. Кривий Ріг, Дніпропетровська область — пом. 14 червня 2014, м. Луганськ, Україна) — український військовослужбовець, десантник, солдат Збройних сил України.

## Життєпис
Станіслав Дубяга народився в місті Кривий Ріг Дніпропетровської області. З 2002 по 2005 рік навчався у загальноосвітній школі № 85 Центрально-Міського району міста Кривий Ріг. 2006 року закінчив Криворізький професійний транспортно-металургійний ліцей за спеціальністю «Машиніст електровоза».
У зв'язку із російською збройною агресією проти України в березні 2014 року мобілізований як доброволець на захист Батьківщини.
Солдат, стрілець-зенітник 25-ї Дніпропетровської повітряно-десантної бригади Високомобільних десантних військ ЗС України, в/ч А1126, смт Гвардійське, Дніпропетровська область.

## Обставини загибелі
13 червня 2014 року десантники готувались до відправлення в зону проведення АТО. У ніч проти 14 червня трьома військово-транспортними літаками Іл-76 МД з інтервалом у 10 хвилин вони вилетіли в Луганський аеропорт на ротацію особового складу. На борту також були військова техніка, спорядження та продовольство.
14 червня о 00:40 перший літак (бортовий номер 76683), під командуванням полковника Дмитра Мимрикова приземлився в аеропорту.
Другий Іл-76 МД (бортовий номер 76777), під керівництвом командира літака підполковника Олександра Бєлого, на борту якого перебували 9 членів екіпажу 25-ї мелітопольської бригади транспортної авіації та 40 військовослужбовців 25-ї Дніпропетровської окремої повітряно-десантної бригади, о 00:51, під час заходу на посадку (аеродром міста Луганськ), на висоті 700 метрів, був підбитий російськими терористами з переносного зенітно-ракетного комплексу «Ігла». В результаті терористичного акту літак вибухнув у повітрі і врізався у землю поблизу території аеропорту. 49 військовослужбовців, — весь екіпаж літака та особовий склад десанту, — загинули. Третій літак за наказом повернувся в Мелітополь.
|                                                  | Там все було дуже грамотно по-військовому сплановано. Там без Росії не обійшлось. Вогонь вівся з усіх сторін. Це було не на рівні ненавчених бойовиків. Обстріл літака вівся дуже грамотно. Спочатку підсвічували трасером, а потім били. Із ПЗРК неможливо було збити літак, навіть якби боєприпас потрапив у двигун, то літак все рівно не загинув би. Стріляли з «Шилки». |
| — Командир 25-ї БрТрА полковник Дмитро Мимриков. | |

Пройшло понад 40 діб перш ніж десантників поховали: українські військовики збирали рештки тіл загиблих, влада домовлялася з терористами про коридор для евакуації, у Дніпрі проводились експертизи ДНК для ідентифікації.
Шестеро з полеглих десантників — мешканці Кривого Рогу: старший лейтенант Алтунін Валерій Володимирович, сержант Рєзніков Євгеній Сергійович, молодший сержант Коснар Павло Леонідович, старший солдат Самохін Антон Олексійович, солдати Гайдук Ілля Віталійович і Дубяга Станіслав Вікторович.
25 липня криворіжани попрощалися зі своїми земляками. Станіслава Дубягу поховали на Алеї Слави Центрального кладовища міста Кривий Ріг.
Батько Станіслава давно помер, вдома лишилися мати, сестра та вітчим.

## Нагороди та відзнаки
- Орден «За мужність» III ст. (20.06.2014, посмертно) — за особисту мужність і героїзм, виявлені у захисті державного суверенітету та територіальної цілісності України, вірність військовій присязі та незламність духу[5].
- Нагрудний знак «За оборону Луганського аеропорту» (посмертно).
- Відзнака м. Кривий Ріг нагрудний знак «За заслуги перед містом» ІІІ ст. (23.07.2014, посмертно).

## Вшанування пам'яті
- 1 вересня 2014 року в Кривому Розі на фасаді будівлі ЗОШ № 85 (мікрорайон Всебратське-2, 65Б) встановлено меморіальну дошку на честь випускника школи Станіслава Дубяги[6].
- 13 червня 2015 року в Дніпрі на Алеї Героїв до роковин загибелі військових у збитому терористами літаку Іл-76 встановили пам'ятні плити з іменами загиблих воїнів[7].
- 18 червня 2016 року на території військової частини А1126 в смт Гвардійське урочисто відкрили пам'ятник воїнам-десантникам 25-ї повітряно-десантної бригади, які героїчно загинули під час бойових дій в зоні проведення АТО. На гранітних плитах викарбувані 136 прізвищ, серед них і 40 десантників, які загинули у збитому літаку в Луганську[8].
- 5 грудня 2016 року біля Криворізького професійного транспортно-металургійного ліцею по вулиці Івана Авраменка десятьом загиблим в зоні АТО героям-випускникам ліцею відкрили меморіал, серед них Станіслав Дубяга[9][10].